# Graham Williams
Graham Evan Williams (Henllan, 2 aprile 1938) è un allenatore di calcio ed ex calciatore gallese, di ruolo difensore.

## Carriera

### Giocatore

#### Club
Williams dopo aver trascorso la stagione 1954-1955 nelle giovanili del West Bromwich (che l'aveva prelevato da sedicenne dai gallesi del Rhyl) esordisce in prima squadra (e contestualmente anche tra i professionisti) nella stagione successiva, quando all'età di 17 anni gioca 2 partite nella prima divisione inglese, la prima delle quali il 19 novembre 1955 contro il Blackpool; anche nel biennio seguente continua a rimanere in rosa, scendendo in campo però in modo saltuario (3 e 4 presenze rispettivamente). Nella stagione 1958-1959 gioca invece 20 partite, a cui ne fa seguire 31 nella stagione 1959-1960 (nella quale viene spostato nel ruolo di terzino sinistro, rimpiazzando in questa posizione Stuart Williams, che era nel club da un decennio) e 8 nella stagione 1960-1961. Conquista poi in pianta stabile il posto da titolare nella stagione 1961-1962, in cui gioca 38 partite, mantenendolo poi per tutto il lustro successivo: nella stagione 1962-1963 gioca infatti 41 partite di campionato e vi segna 4 reti (le sue prime in carriera in campionati professionistici, a 25 anni ed alla sua ottava stagione), l'anno seguente segna 3 reti in 39 presenze e nella stagione 1964-1965 gioca 22 partite. Nella stagione 1965-1966, invece, oltre a giocare altre 31 partite in prima divisione (con 3 gol segnati) segna un gol nella vittoriosa finale di Coppa di Lega e gioca 3 partite in Coppa delle Fiere. Nei tre anni seguenti gioca poi rispettivamente 35, 20 e 16 partite di campionato, a cui aggiunge 2 presenze nella Coppa delle Coppe 1968-1969, a cui il club partecipava grazie alla vittoria della precedente edizione della FA Cup. In questi anni, complice anche la sua formazione giovanile (da ragazzino aveva iniziato giocando come attaccante), consente al West Bromwich di essere una delle prime squadre europee ad utilizzare in pianta stabile due terzini (l'altro era solitamente Don Howe, che occupava la fascia destra) in costante supporto alla manovra offensiva e non solo alla fase difensiva.
Rimane in rosa anche dal 1970 a 1972, anni nei quali non gioca però nessun'altra partita di campionato. Si ritira infine nel 1975, all'età di 37 anni, dopo un triennio con il doppio ruolo di allenatore e giocatore ai semiprofessionsiti del Weymouth, militanti in Southern Football League (una delle principali leghe calcistiche inglesi al di fuori della Football League).

#### Nazionale
Durante tutti gli anni '60 ha fatto regolarmente parte della nazionale gallese, con cui ha esordito nel 1960 e giocato la sua ultima partita nel 1968, per un totale di 26 presenze ed una rete.

### Allenatore
Dopo la già citata esperienza al Weymouth ed una parentesi all'OFI Creta nella prima divisione greca (dall'inizio della stagione 1980-1981 all'esonero del 9 dicembre 1980), nel novembre del 1981 diventa allenatore dei gallesi del Cardiff City, militanti nella seconda divisione inglese; dopo quindici partite con nove sconfitte, nel febbraio del 1982 viene esonerato. Successivamente ha allenato a più riprese i finlandesi del RoPS (dal 1987 al 1989, nel 1991 e nel 1995), con i quali ha tra l'altro raggiunto i quarti di finale della Coppa delle Coppe 1987-1988 (miglior risultato di sempre del club in una competizione confederale). In seguito dal 1995 al 1999 ha lavorato come vice di Bobby Gould nella nazionale gallese.

## Palmarès

### Giocatore

#### Competizioni nazionali
- Coppa d'Inghilterra: 1

West Bromwich: 1967-1968
- Coppa di Lega inglese: 1

West Bromwich: 1965-1966